# 拉福什堂区 (路易斯安那州)
拉福什堂區（英語：Lafourche Parish）是位於美國路易斯安那州南部的一個堂區，東南臨墨西哥灣。面積3,813平方公里。根據美國2000年人口普查，共有人口89,974人。治所蒂博多 （Thibodaux）。
成立於1805年4月10日，是該州最早成立的九個堂區之一，1845年被撤，1807年3月31日重設，時縣名為Interior。1812年改名為Lafourche Interior，1853年改為現名。堂區名是法語「叉」的意思，指的是同名的汊河。